# Nombre 291
El nombre 291 (CCXCI, Doscents noranta-u) és el nombre natural que segueix el nombre 290 i precedeix el nombre 292.
La seva representació binària és 100100011, la representació octal 443 i l'hexadecimal 123.
La seva factorització en nombres primers és 3 × 97 = 291.

## Ocurrències matemàtiques
- Aquest nombre té quatre divisors: 1, 3, 97 i 291. La suma del seus divisors, sense incloure 291, és menor al seu valor, per aquest motiu, se'l considera un nombre deficient.

- És el producte de dos nombres primers, 3 i 97, ja que és un nombre semiprimer.

- Hi és a cinc ternes pitagòriques: (195, 216, 291), (291, 388, 485), (291, 4700, 4709), (291, 14112, 14115), (291, 42340, 42341).

- És capicua en base 9: 353.

- És el 159è nombre congruent.[1]

- És la suma del 52è nombre primer (239) i 52, ja que forma part de la sèrie {\displaystyle a(n)=n^{\acute {e}}\ \ primer+n}.[2]
- És el primer dels nombres avorrits, sent així el desencadenant de la paradoxa dels nombres avorrits de la Wikipèdia.

## En altres dominis
- (291) Alice és un asteroide del cinturó d'asteroides descobert l'any 1890.

- 291 va ser el nom d'una revista i una galeria d'art novaiorqueses als primers anys del segle xx. El seu nom va estar inspirat per l'adreça d'aquesta galeria: el 291 de la cinquena avinguda.

- Designa els anys 291 i 291 aC